# چارلی کوپر (بازیکن فوتبال)
چارلی کوپر (انگلیسی: Charlie Cooper؛ زادهٔ ۱ مهٔ ۱۹۹۷) بازیکن فوتبال اهل بریتانیا است.
از باشگاه‌هایی که در آن بازی کرده‌است می‌توان به باشگاه فوتبال یورک سیتی، باشگاه فوتبال بورم‌وود، باشگاه فوتبال نیوپورت کانتی، باشگاه فوتبال هالیفاکس تاون، باشگاه فوتبال بیرمنگام سیتی، و باشگاه فوتبال فارست گرین راورز اشاره کرد.